# Siento
Siento es el título del tercer álbum de larga duración (y cuarto en su carrera en solitario) grabado por la cantante mexicana Sasha Sokol, Fue lanzado al mercado bajo los sellos discográficos Sony Discos y Columbia Records el 25 de junio de 1991. primero para la dicha discográfica y bajo la producción musical del español Mariano Pérez Bautista. Los sencillos "Siento", "Cartas", "Corriendo peligro" y "Justo en el momento" se convierten en todo un éxito en la radio y televisión mexicana.
En esta producción, Ricky Martin colabora en la canción "Todos mis caminos van a ti" en sus inicios de su carrera; siendo uno de sus primeros hits en solitario.

## Lista de canciones
| Siento |                                                   |                                                                                      |          |  |
| N.º    | Título                                            | Escritor(es)                                                                         | Duración |  |
| 1.     | «Corriendo peligro» (Correndo perigo)             | Kiko · Sergio Bastos Adapt: al español: Sasha Sokol                                  | 3:38     |  |
| 2.     | «Te dejaré»                                       | Fernando Riba · Kiko Campos                                                          | 3:54     |  |
| 3.     | «Justo en el momento» (Il jouait du piano debout) | Michel Berger Adapt: al español: Karen Guindi                                        | 3:36     |  |
| 4.     | «Luna nueva»                                      | Mariano Pérez                                                                        | 3:55     |  |
| 5.     | «Voy viviendo»                                    | Mariano Pérez                                                                        | 3:36     |  |
| 6.     | «Todo mis caminos van a ti» (con Ricky)           | Mariano Pérez Bautista                                                               | 3:47     |  |
| 7.     | «Corriendo peligro (Remix)» (Correndo perigo)     | Kiko · Sergio Bastos Adapt: al español: Sasha Sokol                                  | 6:38     |  |
| 8.     | «Siento» (Tutti i brividi del mondo)              | Gianni Belleno · Franco Ciani · Vittorio de Scalzi Adapt: al español: Karen Guindi   | 4:16     |  |
| 9.     | «Tengo miedo»                                     | Juliana Barros · J.D. Bocle                                                          | 3:45     |  |
| 10.    | «Cartas» (Cartas)                                 | Cleberson Horsth · Nando Adapt: al español: Sasha Sokol                              | 4:16     |  |
| 11.    | «Juego mortal»                                    | Claudio D'Onofrio · Giorgio Vanni · Paolo Costa Adapt: al español: Mildred Villafañe | 4:22     |  |
| 12.    | «Ve con Dios» (Vai con lui)                       | Marco Masini · Giancarlo Bigazzi · Roberto Buti Adapt: al español: Karen Guindi      | 4:31     |  |
| 13.    | «Tengo miedo» (Remix)                             | Juliana Barros · J.D. Bocle                                                          | 7:20     |  |